# Pavel Kábrt
Pavel Kábrt (6. listopadu 1978 – 16. září 2003, Stéblová) byl český lední hokejista, který hrál na pozici levého křídelního útočníka. V době smrti byl hráčem klubu HC Bílí Tygři Liberec.

## Hráčská kariéra
S hokejem začal v HC Pardubice, kde hrál až do roku 2001. V 17 letech během sezóny 1995/96 debutoval v české extralize. V roce 1998 hostoval v HC Rebel Havlíčkův Brod, kde hrál první ligu. Krátce působil i v klubu Orli Znojmo, který tehdy hrál druhou ligu. Od roku 2001 byl stabilním členem klubu HC Bílí Tygři Liberec, kde již od sezóny 1999/2000 hrál na střídavý start.

### Klubová statistika
| Sezóna      | Klub                  | Liga      | Základní část | Základní část | Základní část | Základní část | Základní část | Základní část | Play-off | Play-off | Play-off | Play-off | Play-off | Play-off |
| Sezóna      | Klub                  | Liga      | Z             | G             | A             | B             | TM            | +/-           | Z        | G        | A        | B        | TM       | +/-      |
| ----------- | --------------------- | --------- | ------------- | ------------- | ------------- | ------------- | ------------- | ------------- | -------- | -------- | -------- | -------- | -------- | -------- |
| 1995 – 2001 | HC Pardubice          | Extraliga | 170           | 17            | 29            | 47            | 81            | 8             |          |          |          |          |          |          |
| 1996 – 1998 | HC Pardubice          | Extraliga |               |               |               |               |               |               | 19       | 2        | 3        | 5        | 4        | 1        |
| 1996/1997   | Znojmo                | 2. liga   | 1             | 0             | 1             | 1             | 0             | 1             |          |          |          |          |          |          |
| 1998/1999   | Havlíčkův Brod        | 1. liga   | 5             | 3             | 1             | 4             | 0             |               |          |          |          |          |          |          |
| 1999 – 2002 | HC Bílí Tygři Liberec | 1. liga   | 105           | 37            | 36            | 73            | 153           |               |          |          |          |          |          |          |
| 2002/2003   | HC Bílí Tygři Liberec | Extraliga | 61            | 12            | 10            | 24            | 18            | -7            |          |          |          |          |          |          |

(Pozn.: Zápasy za Bílé Tygry jsou dohromady i s play-off, baráží a Tipsport Cupem.)

## Smrt a pocty
16. září 2003 spáchal sebevraždu oběšením v lese u Stéblové nedaleko svého bydliště.
Na jeho poctu bylo odloženo utkání 3. kola české extraligy 2003/04 mezi Znojmem a Libercem. Následující zápas se Zlínem začal minutou ticha a výtěžek ze zápasu věnoval liberecký klub pozůstalé rodině.